# Wherever You Are
Wherever You Are est le troisième album de l'auteur-compositeur-interprète britannique Sami Yusuf. Sorti le 29 octobre 2010, l'album comprend onze titres tous composés et produits par Sami Yusuf ; à l'exception de 3 chansons, toutes les paroles ont été écrites par lui également. L'enregistrement s'est fait au Royaume-Uni, en Afrique du Sud, en Égypte, à New York et aux Émirats arabes unis.

## Liste des chansons
1. Wherever You Are
2. Salaam
3. Without You
4. You Came To Me (version en anglais)
5. Give The Young A Chance
6. Trials Of Life
7. Worry Ends
8. Fragile World
9. In Every Tear, He Is There
10. Make Me Strong
11. No Word Is Worthy
12. Healing (bonus)
13. You Came To Me (version en arabe)
14. You Came To Me (version en turc)
15. You Came To Me (version en persan)